# إيفا كلير
إيفا كلير هي عازفة بيانو كندية، ولدت في 1884 في مانيتوبا في كندا، وتوفيت في 29 مارس 1961 في وينيبيغ في كندا.